# Gasteracantha clavigera
Gasteracantha clavigera là một loài nhện trong họ Araneidae.
Loài này thuộc chi Gasteracantha. Gasteracantha clavigera được Christoph Gottfried Andreas Giebel miêu tả năm 1863.